# Хайнрих фон Шладен
Хайнрих фон Шладен (на немски: Heinrich, Graf von Schladen; * пр. 1300; † между 24 август 1345 и 18 април 1347) е граф на Шладен в район Волфенбютел в Долна Саксония.

## Произход
Той е син на граф Майнхер фон Шладен († сл. 1302) и съпругата му Аделхайд фон Верберг († сл. 19 май 1302), дъщеря на Херман фон Верберг († сл. 1256) и Лукард фон Дорщат († сл. 12 юни 1274). Внук е на граф Хайнрих фон Шладен Стари († сл. 1250). Правнук е на граф Хайнрих фон Шладен († сл. 1194) и фон Волденберг, дъщеря на граф Лудолф II фон Волденберг-Вьолтингероде († 1190). Роднина е на Лудолф I фон Шладен († 1241), епископ на Халберщат, и на Буркард I фон Волденберг († 1235), архиепископ на Магдебург (1232 – 1235), Хайнрих фон Волденберг († 1318), епископ на Хилдесхайм (1310 – 1318), и Хайнрих I фон Барби († сл. 1327/1338/1351), елект/епископ на Бранденбург (1324 – 1327).
Брат е на Аделхайд фон Шладен († 1300), омъжена за граф Улрих I фон Линдау-Рупин († 1316), и на Луитгард фон Шладен († сл. 9 май 1331), омъжена пр. 1285 г. за граф Ото III фон Еверщайн-Поле († 1312/1314).

## Фамилия
Хайнрих фон Шладен се жени пр. 1301 г. за София фон Регенщайн († 18 април 1347), дъщеря на граф Албрехт I фон Регенщайн († 1284/1286) и София фон Липе († 1290), дъщеря на Бернхард III фон Липе († 1264/1265) и втората му съпруга София фон Равенсберг-Фехта († 1285). Tе имат децата:
- Майнхард фон Шладен († сл. 16 януари 1324)
- Албрехт фон Шладен († сл. 1362)
- София фон Дорщат и фон Шладен (* пр. 1320)
- Аделхайд фон Дорщат и фон Шладен († сл. 1324)
- Лутгард фон Шладен († сл. 22 юли 1349), омъжена за Йохан фон Рьосинг-Хоенбюхен (+ сл. 1363)